# Philipp Paulus
Ernst Philipp Paulus (* 25. Mai 1809 in Klosterreichenbach; † 1878) war ein württembergischer evangelischer Theologe, Lehrer, Schriftsteller und Abgeordneter des Württembergischen Landtags sowie Gründer der Evangelischen Altenheimat.

## Leben
Philipp Paulus wurde als eines von 9 Kindern von Karl Friedrich Paulus und Beate Paulus (geb. Hahn) in die Pfarrerfamilie geboren. Er war Enkel von Philipp Matthäus Hahn und Urenkel von Johann Friedrich Flattich. Philipp Paulus erlebte seine Kindheit in Klosterreichenbach (bis 1810), Ostelsheim (1810–1813) und Talheim (ab 1813) wo sein Vater jeweils Pfarrer war. Da es sich um vergleichsweise arme und kleine Gemeinden handelte, waren die Pfarrstellen nur gering besoldet. Sein Vater wird als lebensuntüchtig beschrieben, der seine Nachmittage in Wirtshäusern verbrachte und nicht mit Geld haushalten konnte. Auf Initiative seiner Mutter konnte er das Gymnasium in Güglingen besuchen und anschließend Theologie studieren. 
Nach dem Studium der Theologie wurde Philipp Paulus zunächst Hauslehrer in der Schweiz, bis er von Johannes Kullen im Herbst 1835 als Lehrer an die Korntaler Schule berufen wurde. Auch seine Brüder Immanuel und Christoph wurden Lehrer in Korntal. Sein Bruder Fritz war als Arzt, sein Bruder Wilhelm als Apotheker in Korntal tätig.

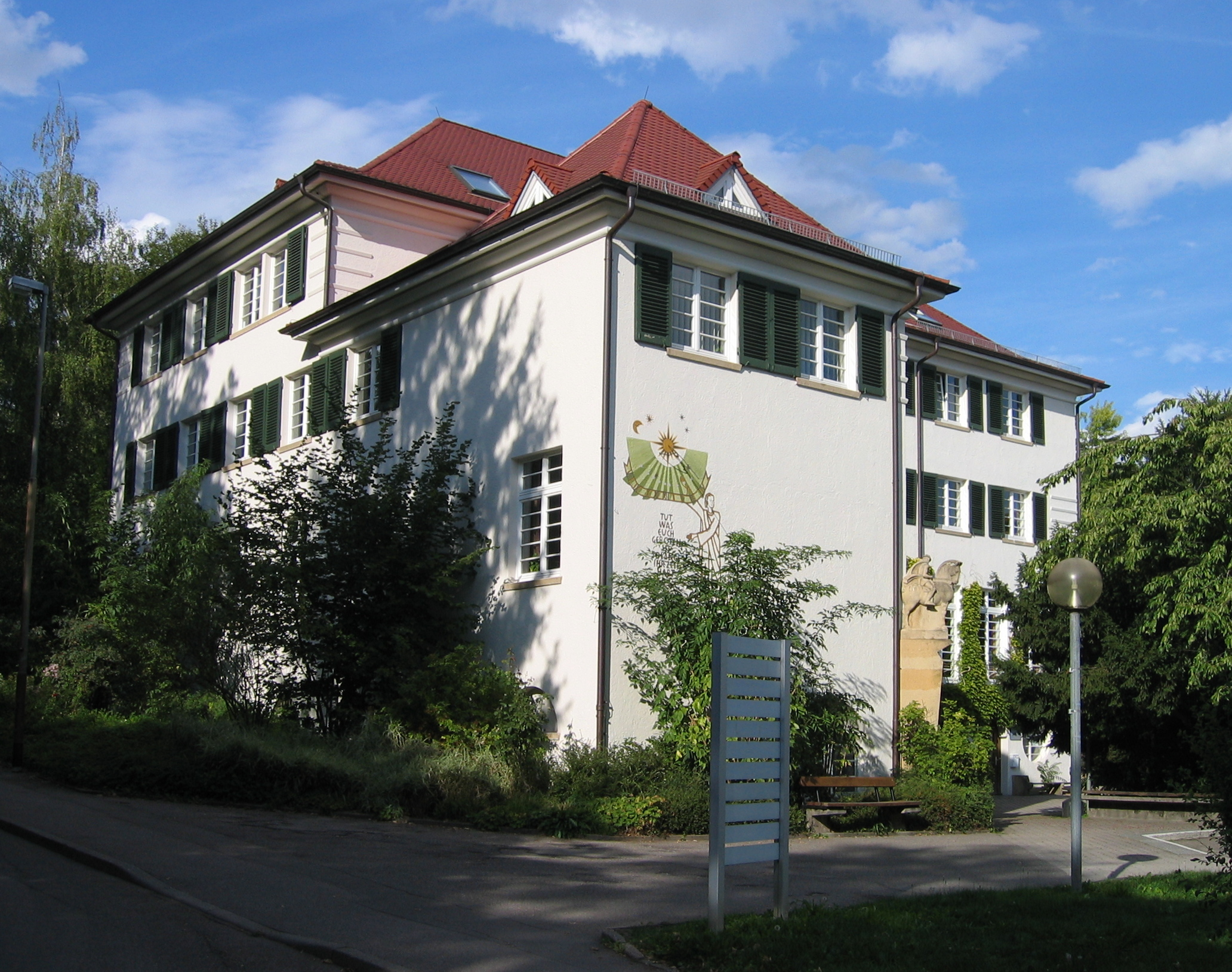
Haus am Salonwald Ludwigsburg

Da die Schule stetig steigende Schülerzahlen verzeichnete, plante Philipp Paulus, mit Spendengeldern ein neues Schulgebäude zu errichten. Da jedoch kein geeigneter Bauplatz zur Verfügung stand, erwarb er das ehemalige Lustschloss von Katharina von Württemberg im Ludwigsburger Salonwald und legte damit den Grundstein für die Karlshöhe in Ludwigsburg. Die Gebäude wurden am 11. November 1837 bezogen und waren als Wohn- und Unterrichtsstätte für 120 Schüler und deren Lehrer eingerichtet. Die Ausbildung erfolgte im Geiste des Pietismus und Humanismus. 1844 gab es an der Anstalt zwölf Lehrer und 90 Schüler.
Neben seiner Tätigkeit in der Schule widmete sich Philipp Paulus sozialen Fragen. Er gründete einen Ernte- und Herbstverein, um Äcker und Arbeitsgeräte an Notleidende zu verpachten und die wirtschaftliche Situation der unterstützten Personen zu verbessern.
Er ließ die Flattich'schen Hausregeln seines Urgroßvaters Johann Friedrich Flattich neu drucken und verbreiten und seine Lebenserzählung Beate Paulus - was eine Mutter kann über seine Mutter wurde weithin bekannt. 
Von 1870 bis 1876 war er für die Deutsche Partei Abgeordneter des Württembergischen Landtages und setzte sich dort für soziale Fragen ein.
1874 gründete er zusammen mit Wilhelmine Metzger die Dienstbotenheimat in Fellbach für ältere und dienstunfähige ehemalige Mägde. 1886 wurde in weiteres Heim im ehemaligen Schloss in Stammheim eingerichtet. Die Dienstbotenheimat besteht bis heute als Evangelische Altenheimat fort. 
Als 1974 zur Hundertjahrfeier ein Neubau in Fellbach bezogen wurde, erhielt dieser den Namen Philipp-Paulus-Heim.